# غابرييل بيريرا (لاعب كرة قدم مواليد 1978)
غابرييل بيريرا (بالإسبانية: Gabriel Ernesto Pereyra) هو لاعب كرة قدم أرجنتيني في مركز الوسط، ولد في 28 فبراير 1978 في Carlos Pellegrini, Santa Fe ‏ في الأرجنتين. لعب مع ديفينسوريس دي بيلغرانو وريفر بليت وكروز آزول ونادي أتلانتي ونادي أتليتيكو بيلغرانو ونادي بويبلا ونادي تيكوس.

## وصلات خارجية
- غابرييل بيريرا على موقع الاتحاد الدولي (مؤرشف)  (الإنجليزية)
- غابرييل بيريرا على موقع إي إس بي إن إف سي (الإنجليزية)
- غابرييل بيريرا على موقع قاعدة بيانات كرة القدم.إي يو (الإنجليزية)
- غابرييل بيريرا على موقع عالم كرة القدم.نت (الإنجليزية)